# Великовечное
Великове́чное — село в Белореченском районе Краснодарского края России, центр Великовечненского сельского поселения.

## География
Село расположено на правом берегу реки Белой, в степной зоне левобережья Кубани, в 18 км севернее Белореченска. Автотрасса «Усть-Лабинск—Майкоп». В 2 км ниже по течению расположен адыгейский аул Бжедугхабль.
От северо-восточной окраины Великовечного до западной окраины села Новоалексеевского пролегает Великовечненское месторождение ПГС общей площадью 220 га.

## История
До образования казацких поселений на этом месте находилось большое адыгское поселение, которое носило название адыг. Джэджап — «аул, расположенный в устье реки Гиаги». В результате Кавказской войны и мухаджирства оно было уничтожено.
После этого на этом месте находились сёла Великое и Вечное. Село Вечное появилось в 1873 году, до 1920 года называлось «Филипповское» (по другим данным — не ранее 1923 года). Было основано крестьянами из Воронежской губернии. Согласно Спискам населенных мест Кубанской области за 1882 год, сельцо Филипповка располагалось на частном владельческом участке, купленном у князей Ахеджаковых. В Филипповке проживали 564 человека, в том числе 293 лица мужского пола, 271 — женского, насчитывалось 86 дворов и 86 домов, жителям принадлежали 1193 десятины земли. Имелись 1 церковь, 1 мануфактурное заведение, 1 питейная лавка.
В 1894 году было основано село Великое, до 1918 года называлось «Царский Дар». Было заселено крестьянами и отставными казаками. Решением Краснодарского крайисполкома от 24 мая 1967 года путём объединения сёл Великое и Вечное образовано село Великовечное.

## Население
| 2002  | 2010  | 2012  | 2013  | 2014  | 2015  | 2016  |
| ----- | ----- | ----- | ----- | ----- | ----- | ----- |
| 5688  | ↗5812 | ↗5887 | ↗5991 | ↗6056 | ↗6172 | ↗6255 |
| 2017  | 2018  | 2019  | 2020  | 2021  | 2023  |       |
| ↗6269 | ↘6222 | ↗6238 | ↗6241 | ↘5547 | ↘5436 |       |

По данным переписи 2002 года большинство жителей села — русские (83 %), также там проживают армяне, украинцы, цыгане и др.

## Известные уроженцы
- Власов, Михаил Александрович (1924—1986) — ветеран Великой Отечественной войны, полный кавалер ордена Славы.
- Дровянников, Василий Евдокимович (1890—1941) — солист Большого театра[22].
- Шаповалов, Фёдор Кузьмич (1923—1977) — ветеран Великой Отечественной войны, участник штурма рейхсканцелярии и фюрербункера Гитлера.

## Памятники

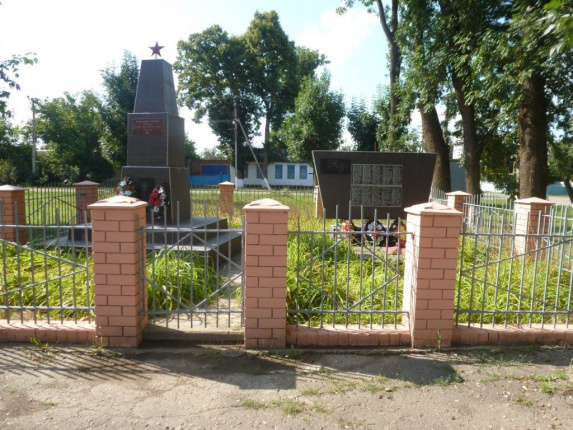
Памятник погибшим в период ВОВ

На территории Великовечного и в его окрестностях расположены объекты культурного наследия регионального значения:
Памятники археологии
- Курган «Великовечное» (в 2,5 км к северо-востоку от села).

Памятники истории
- Церковно-приходское училище.
- Волостное правление, конец XIX века, где в 1918 году размещался реввоенсовет Филипповской армии.
- Свято-Никольский храм, 1907—1912 годы.
- Братская могила 28 советских воинов, 1942 год, 1955 год.
- Памятник В. И. Ленину, 1957 год.
- Мемориальный комплекс: памятный знак в честь земляков, погибших в годы Великой Отечественной войны, 1965 год; братская могила 13 воинов, погибших в годы Гражданской войны, 1918—1920 годы.
- Мемориальный комплекс: братская могила 24 воинов, погибших за власть Советов в годы Гражданской войны, 1918 год; братская могила советских воинов, 1942—1943 годы; вечный огонь, 1946 год.